# Volejbal na Letních olympijských hrách 1988

## Turnaj mužů
| Zlato   | Spojené státy americké (USA) |
| Stříbro | Sovětský svaz (URS)          |
| Bronz   | Argentina (ARG)              |

Turnaj se odehrál v rámci XXIV. olympijských her ve dnech 17. září – 2. října 1988 v Soulu.
Turnaje se zúčastnilo 12 mužstev, rozdělených do dvou šestičlenných skupin. První dvě mužstva postoupila do play off, týmy na třetím a čtvrtém místě hrály o páté až osmé místo, týmy na pátém místě hrály o deváté až jedenácté místo. Olympijským vítězem se stalo mužstvo Spojených států.

### Skupina A
|    |           | URS | BRA | SWE | BUL | ITA | KOR | V | P | Skóre | B |
| 1. | SSSR      | *** | 2:3 | 3:0 | 3:0 | 3:1 | 3:0 | 4 | 1 | 14:4  | 9 |
| 2. | Brazílie  | 3:2 | *** | 3:1 | 3:1 | 3:0 | 2:3 | 4 | 1 | 14:7  | 9 |
| 3. | Švédsko   | 0:3 | 1:3 | *** | 3:0 | 2:3 | 3:2 | 2 | 3 | 9:11  | 7 |
| 4. | Bulharsko | 0:3 | 1:3 | 0:3 | *** | 3:0 | 3:0 | 2 | 3 | 7:9   | 7 |
| 5. | Itálie    | 1:3 | 0:3 | 3:2 | 0:3 | *** | 3:0 | 2 | 3 | 7:11  | 7 |
| 6. | Korea     | 0:3 | 3:2 | 2:3 | 0:3 | 0:3 | *** | 1 | 4 | 5:14  | 6 |

 Švédsko -  Korejská republika 3:2 (10:15, 5:15, 15:12, 17:15, 15:4)
17. září 1988 – Soul
 Brazílie -  Itálie 3:0 (15:7, 15:4, 17:15)
18. září 1988 – Soul
 SSSR -  Bulharsko 3:0 (15:7, 15:9, 15:8)
18. září 1988 – Soul
 SSSR -  Švédsko 3:0 (15:8, 15:7, 16:14)
19. září 1988 – Soul
 Bulharsko  Itálie 3:0 (15:7, 15:8, 15:6)
19. září 1988 – Soul
 Korejská republika -  Brazílie 3:2 (19:17, 15:8, 6:15, 11:15, 15:12)
19. září 1988 – Soul
 Brazílie -  Bulharsko 3:1 (13:15, 15:6, 15:12, 15:12)
22. září 1988 – Soul
 Itálie -  Švédsko 3:2 (9:15, 15:6, 12:15, 15:12, 15:3)
22. září 1988 – Soul
 SSSR -  Korejská republika 0:3 (15:6, 15:7, 15:13)
22. září 1988 – Soul
 Brazílie -  Švédsko 3:1 (15:6, 13:15, 15:0, 15:12)
24. září 1988 – Soul
 Bulharsko -  Korejská republika 3:0 (15:7, 15:10, 15:8)
24. září 1988 – Soul
 SSSR -  Itálie 3:1 (15:9, 15:9, 12:15, 15:12)
24. září 1988 – Soul
 Itálie -  Korejská republika 3:0 (15:10, 15:7, 15:5)
26. září 1988 – Soul
 Brazílie -  SSSR 3:2 (12:15, 9:15, 15:8, 15:11, 15:6)
26. září 1988 – Soul
 Švédsko -  Bulharsko 3:0 (15:11, 15:12, 15:8)
26. září 1988 – Soul

### Skupina B
|    |            | USA | ARG | NED | FRA | JPN | TUN | V | P | Skóre | B  |
| 1. | USA        | *** | 3:2 | 3:1 | 3:0 | 3:0 | 3:0 | 5 | 0 | 15:3  | 10 |
| 2. | Argentina  | 2:3 | *** | 3:0 | 0:3 | 3:1 | 3:0 | 3 | 2 | 11:7  | 8  |
| 3. | Nizozemsko | 1:3 | 0:3 | *** | 3:1 | 3:0 | 3:0 | 3 | 2 | 10:7  | 8  |
| 4. | Francie    | 0:3 | 3:0 | 1:3 | *** | 3:1 | 3:0 | 3 | 2 | 10:7  | 8  |
| 5. | Japonsko   | 0:3 | 1:3 | 1:3 | 1:3 | *** | 3:0 | 1 | 4 | 5:12  | 6  |
| 6. | Tunisko    | 0:3 | 0:3 | 0:3 | 0:3 | 0:3 | *** | 0 | 5 | 0:15  | 5  |

 Nizozemsko -  Francie 3:1 (15:8, 7:15, 15:11, 15:7)
17. září 1988 – Soul
 USA -  Japonsko 3:0 (15:13, 15:2, 15:2)
18. září 1988 – Soul
 Argentina -  Tunisko 3:0 (15:5, 15:11, 15:6)
18. září 1988 – Soul
 USA -  Nizozemsko 3:1 (15:7, 12:15, 15:1, 15:11)
19. září 1988 – Soul
 Francie -  Tunisko 3:0 (15:10, 15:3, 15:9)
19. září 1988 – Soul
 Argentina -  Japonsko 3:1 (15:11, 15:12, 11:15, 15:11)
19. září 1988 – Soul
 USA -  Argentina 3:2 (11:15, 11:15, 15:4, 17:15, 15:7)
22. září 1988 – Soul
 Francie -  Japonsko 3:1 (10:15, 15:10, 17:15, 15:12)
22. září 1988 – Soul
 Nizozemsko -  Tunisko 3:0 (15:6, 15:10, 15:5)
22. září 1988 – Soul
 USA -  Francie 3:0 (17:15, 15:6, 15:13)
24. září 1988 – Soul
 Japonsko -  Tunisko 3:0 (15:4, 15:11, 15:7)
24. září 1988 – Soul
 Argentina -  Nizozemsko 3:0 (15:11, 15:7, 15:8)
24. září 1988 – Soul
 Francie -  Argentina 3:0 (15:7, 15:5, 15:5)
26. září 1988 – Soul
 USA -  Tunisko 3:0 (15:4, 15:6, 15:4)
26. září 1988 – Soul
 Nizozemsko -  Japonsko 3:0 (15:7, 15:4, 15:8)
26. září 1988 – Soul

### Semifinále
USA -  Brazílie 3:0 (15:3, 15:5, 15:11)
30. září 1988 (9:45) – Soul
 SSSR -  Argentina 3:0 (15:11, 17:15, 15:8)
30. září 1988 (20:30) – Soul

### Finále
USA -  SSSR 3:1 (13:15, 15:10, 15:4, 15:8)
2. října 1988 (12:55) – Soul

### O 3. místo
Argentina -  Brazílie 3:2 (15:10, 15:17, 15:8, 12:15, 15:9)
2. října 1988 (9:45) – Soul

### O 5. - 8. místo
Nizozemsko -  Švédsko 3:2 (15:10, 13:15, 8:15, 15:11, 16:14)
28. září 1988 (20:30) – Soul
 Bulharsko -  Francie 3:0 (15:8, 15:12, 15:11)
28. září 1988 (9:45) – Soul

### O 5. místo
Nizozemsko -  Bulharsko 3:0 (15:6, 15:8, 15:10)
1. října 1988 (12:30) – Soul

### O 7. místo
Švédsko -  Francie 3:2 (12:15, 15:5, 8:15, 15:12, 15:12)
1. října 1988 (9:45) – Soul

### O 9. - 11. místo
Itálie -  Tunisko 3:0 (15:2, 15:2, 15:5)
28. září 1988 (12:00) – Soul
 Japonsko -  Korejská republika 3:2 (13:15, 6:15, 15:9, 15:13, 15:9)
28. září 1988 (18:00) – Soul

### O 9. místo
Itálie -  Japonsko 3:2 (15:11, 15:11, 12:15, 13:15, 15:7)
30. září 1988 (18:00) – Soul

### O 11. místo
Korejská republika -  Tunisko 3:0 (15:11, 15:9, 15:7)
30. září 1988 (12:00) – Soul

### Soupisky
1.  USA
| - Troy Tanner - David Saunders - Jonathan Root - Robert Ctvrtlik | - Robert Partie - Steve Timmons - Craig Buck - Scott Fortune | - Ricci Luyties - Jeffrey Stork - Eric Sato - Karch Kiraly |

2.  SSSR
| - Yuri Panchenko - Andrei Kuznetsov - Vjačeslav Zajcev - Igor Runov | - Vladimir Shkurikhin - Yevgeni Krasilnikov - Raimundas Vilde - Valeri Losev | - Yuri Sapega - Oleksandr Sorokalet - Yaroslav Antonov - Yuri Cherednik |

3.  Argentina
| - Claudio Zulianello - Daniel Castellani - Esteban Martinez - Alejandro Diz | - Daniel Colla - Carlos Weber - Hugo Conte - Waldo Kantor | - Raul Quiroga - Jon Uriarte - Esteban de Palma - Juan Cuminetti |

### Konečné pořadí
| XXIV. | Olympijské hry | Z | V | P | Skóre | B  |
| ----- | -------------- | - | - | - | ----- | -- |
| 1.    | USA            | 7 | 7 | 0 | 21:4  | 14 |
| 2.    | SSSR           | 7 | 5 | 2 | 18:7  | 12 |
| 3.    | Argentina      | 7 | 4 | 3 | 14:12 | 11 |
| 4.    | Brazílie       | 7 | 4 | 3 | 16:13 | 11 |
| 5.    | Nizozemsko     | 7 | 5 | 2 | 16:9  | 12 |
| 6.    | Bulharsko      | 7 | 3 | 4 | 10:12 | 10 |
| 7.    | Švédsko        | 7 | 3 | 4 | 14:16 | 10 |
| 8.    | Francie        | 7 | 3 | 4 | 12:13 | 10 |
| 9.    | Itálie         | 7 | 4 | 3 | 13:13 | 11 |
| 10.   | Japonsko       | 7 | 2 | 5 | 10:17 | 9  |
| 11.   | Jižní Korea    | 7 | 2 | 5 | 10:17 | 9  |
| 12.   | Tunisko        | 7 | 0 | 7 | 0:21  | 7  |

## Turnaj žen
| Zlato   | Sovětský svaz (URS) |
| Stříbro | Peru (PER)          |
| Bronz   | Čína (CHN)          |

Turnaj se odehrál v rámci XXIV. olympijských her ve dnech 17. září - 2. října 1988 v Soulu.
Turnaje se zúčastnilo 8 družstev, rozdělených do dvou čtyřčlenných skupin. První dvě postoupila do play off, týmy na třetím a čtvrtém místě hrály o 5. až 7. místo. Olympijským vítězem se stalo družstvo Sovětského svazu.

### Skupina A
|    |          | URS | JPN | KOR | GDR | V | P | Skóre | B |
| 1. | SSSR     | *** | 2:3 | 3:0 | 3:0 | 2 | 1 | 8:3   | 5 |
| 2. | Japonsko | 3:2 | *** | 3:1 | 2:3 | 2 | 1 | 8:6   | 5 |
| 3. | Korea    | 0:3 | 1:3 | *** | 3:1 | 1 | 2 | 4:7   | 4 |
| 4. | NDR      | 0:3 | 3:2 | 1:3 | *** | 1 | 2 | 4:8   | 4 |

 Japonsko -  SSSR 3:2 (15:2, 8:15, 15:12, 10:15, 19:17)
20. září 1988 – Soul
 Korejská republika -  NDR 3:1 (15:6, 14:16, 15:10, 15:7)
20. září 1988 – Soul
 NDR -  Japonsko 3:2 (11:15, 16:14, 4:15, 15:2, 15:7)
23. září 1988 – Soul
 SSSR -  Korejská republika 3:0 (15:5, 15:8, 15:7)
23. září 1988 – Soul
 SSSR -  NDR 3:0 (18:16, 15:7, 15:4)
25. září 1988 – Soul
 Japonsko -  Korejská republika 3:1 (8:15, 15:3, 15:11, 15:8)
25. září 1988 – Soul

### Skupina B
|    |          | PER | CHN | USA | BRA | V | P | Skóre | B |
| 1. | Peru     | *** | 3:2 | 3:2 | 3:0 | 3 | 0 | 9:4   | 6 |
| 2. | Čína     | 2:3 | *** | 3:0 | 3:1 | 2 | 1 | 8:4   | 5 |
| 3. | USA      | 2:3 | 0:3 | *** | 3:2 | 1 | 2 | 5:8   | 4 |
| 4. | Brazílie | 0:3 | 1:3 | 2:3 | *** | 0 | 3 | 3:9   | 3 |

 Čína -  USA 3:0 (15: 9, 15:5, 15:7)
20. září 1988 – Soul
 Peru -  Brazílie 3:0 (15:11, 15:11, 15:3)
20. září 1988 – Soul
 USA -  Brazílie 3:2 (14:16, 15:5, 15:13, 12:15, 15:7)
23. září 1988 – Soul
 Peru -  Čína 3:2 (13:15, 15:13, 7:15, 15:12, 16:14)
23. září 1988 – Soul
 Čína -  Brazílie 3:1 (2:15, 15:7, 15:12, 15:11)
25. září 1988 – Soul
 Peru -  USA 3:2 (12:15, 9:15, 15:4, 15:5, 15:9)
25. září 1988 – Soul

### Semifinále
SSSR -  Čína 3:0 (15:0, 15:9, 15:2)
27. září 1988 (20:30) – Soul
 Peru -  Japonsko 3:2 (15:9, 15:6, 6:15, 10:15, 15:13)
27. září 1988 (9:45) – Soul

### Finále
SSSR -  Peru 3:2 (10:15, 12:15, 15:13, 15:7, 17:15)
29. září 1988 (20:30) – Soul

### O 3. místo
Čína -  Japonsko 3:0 (15:13, 15:6, 15:6)
29. září 1988 (18:00) – Soul

### O 5. - 8. místo
Brazílie -  Korejská republika 3:2 (15:6, 15:17, 8:15, 15:4, 17:15)
27. září 1988 (12:00) – Soul
 NDR -  USA 3:1 (15:13, 15:11, 10:15, 15:8)
27. září 1988 (18:00) – Soul

### O 5. místo
NDR -  Brazílie 3:1 (15:9, 15:4, 11:15, 15:11)
29. září 1988 (12:00) – Soul

### O 7. místo
USA -  Korejská republika 3:2 (15:4, 12:15, 13:15, 15:9, 15 8)
29. září 1988 (9:45) – Soul

### Soupisky
1.  SSSR
| - Valentina Ogiyenko - Yelena Volkova - Marina Kumysh - Irina Smirnova | - Tatyana Sidorenko - Irina Parchomčuková - Tatyana Kraynova - Olga Shkurnova | - Marina Nikulina - Elena Ovchinnikova - Olga Krivosheyeva - Svetlana Korytova |

2.  Peru
| - Luisa Cervera - Alejandra de la Guerra - Denisse Fajardo - Miriam Gallardo | - Rosa García - Sonia Heredia - Katherine Horny - Natalia Málaga | - Gabriela Pérez del Solar - Cecilia Taitová - Gina Torrealva - Cenaida Uribe |

3.  Čína
| - Guo-Jun Li - Hong Zhao - Yu-Zhu Hou - Ya-Jun Wang | - Xi-Lan Yang - Huijuan Su - Ying Jiang - Yong-Mei Cui | - Xiao-Jun Yang - Mei-Zhu Zheng - Dan Wu - Yue-Ming Li |

### Konečné pořadí
| XXIV. | Olympijské hry     | Z | V | P | Skóre | B |
| ----- | ------------------ | - | - | - | ----- | - |
| 1.    | SSSR               | 5 | 4 | 1 | 14:5  | 9 |
| 2.    | Peru               | 5 | 4 | 1 | 14:9  | 9 |
| 3.    | Čína               | 5 | 3 | 2 | 11:7  | 8 |
| 4.    | Japonsko           | 5 | 2 | 3 | 10:12 | 7 |
| 5.    | NDR                | 5 | 3 | 2 | 10:10 | 8 |
| 6.    | Brazílie           | 5 | 1 | 4 | 7:14  | 6 |
| 7.    | USA                | 5 | 2 | 3 | 9:13  | 9 |
| 8.    | Korejská republika | 5 | 1 | 4 | 8:13  | 6 |